# Luigi Di Maio
Pour les articles homonymes, voir Maio.
Luigi Di Maio /luˈiːd͡ʒi di ˈmaːjo/, né le 6 juillet 1986 à Avellino, est un homme politique italien.
Membre du Mouvement 5 étoiles (M5S), qu'il dirige de 2017 à 2020, il est député de 2013 à 2022, ministre du Développement économique et ministre du Travail et des Politiques sociales de 2018 à 2019, puis ministre des Affaires étrangères et de la Coopération internationale de 2019 à 2022.
Il est le représentant spécial de l'Union européenne dans le golfe Persique depuis 2023, et pour le processus de paix au Moyen-Orient du 1er mars 2025 au 1er juin 2025,.

## Situation personnelle

### Origines familiales
Luigi Di Maio est originaire de Pomigliano d'Arco, dans la ville métropolitaine de Naples. Sa mère est enseignante et son père entrepreneur ; ce dernier a été responsable local du Mouvement social italien, néofasciste.

### Formation et carrière
Luigi Di Maio étudie le droit à l'université de Naples - Frédéric-II mais sans obtenir de diplôme. Il est représentant étudiant au conseil de la faculté de droit de son université et fonde une association d’étudiants de droit.
Il a été agent de sécurité au stade San Paolo.
En 2007, il s'inscrit au registre des journalistes, puis travaille comme webmestre.

### Vie privée
Luigi Di Maio entretient une relation avec une responsable de la communication du Mouvement 5 étoiles, Silvia Virgulti, de dix ans son aînée.

## Parcours politique

### Débuts
Luigi Di Maio indique s’être pris de passion pour la politique dès le lycée en obtenant de son établissement qu'il soit adapté aux normes de sécurité antisismiques. Il approche Beppe Grillo dès 2007, avant la formation du parti M5S, alors qu'il est âgé de 20 ans.

### Député de Campanie
Il est élu député de Campanie lors des élections générales italiennes de 2013 sous l'étiquette du M5S. Il est élu vice-président de la Chambre des députés le 21 mars 2013, ce qui en fait le plus jeune à occuper ce poste dans l'histoire italienne. Jérôme Gautheret, journaliste au Monde, indique que « de l’avis général, Di Maio a bien rempli son rôle de vice-président de la Chambre ».

### Dirigeant du Mouvement 5 étoiles
Après la mise en retrait de Beppe Grillo du M5S début 2016, il intègre le « directoire » du parti, composé de cinq élus nationaux désignés par Grillo et Gianroberto Casaleggio, cofondateur du M5S ; chargé des relations avec les maires et les élus régionaux, il en est la personnalité la plus connue. 
Le 23 septembre 2017, il est désigné par Beppe Grillo comme le candidat du M5S pour les élections générales de 2018 à la suite d'un vote en ligne où il a recueilli près de 80 % des voix. Il n'a aucun concurrent face à lui, ce qui s'explique notamment par le fait que Beppe Grillo a limité la notoriété de ses cadres en leur interdisant de participer aux talk-shows de la télévision italienne.

### Vice-président du Conseil des ministres
Après la victoire du M5S aux élections générales de 2018 et la conclusion d'un accord de gouvernement avec la Ligue, Luigi Di Maio intègre le gouvernement Conte en tant que vice-président du Conseil des ministres, ministre du Développement économique, et ministre du Travail et des Politiques sociales.
Pendant ses premiers mois, Luigi Di Maio bénéficie d'une popularité élevée, bien qu'inférieure à celles de Giuseppe Conte et Matteo Salvini,. Son parti se voit également dépassé par la Ligue dans les sondages, notamment en raison du soutien des Italiens aux positions de Salvini sur l’immigration, ce qui pousse le M5S à s’aligner sur les positions de l’extrême droite en la matière,,,.
Fin 2018, alors que la Commission européenne emmenée par Pierre Moscovici justifie l'ouverture d'une procédure de sanction à l'égard de l'Italie par le non-respect des critères européens en matière de réduction de la dette publique, Di Maio appelle au « respect du peuple italien » pour qui une politique d'austérité serait néfaste. Il déclare ainsi que « budget ne change[ra] pas »,. Par la suite, Di Maio se montre plus ouvert à une négociation sur le budget italien. Finalement, après quelques semaines de doute, un accord est trouvé entre les deux partis le 18 décembre, le gouvernement Conte acceptant de revoir son budget à la baisse pour 2019, conformément aux demandes de la Commission européenne.
Le 8 août 2019, après des désaccords avec ses partenaires de coalition, Salvini demande des législatives anticipées.

### Ministre des Affaires étrangères
Dans le cadre de l’accord conclu entre le M5S et le Parti démocrate, Giuseppe Conte forme le 5 septembre 2019 un deuxième gouvernement dans lequel Di Maio renonce à la vice-présidence du Conseil et devient ministre des Affaires étrangères et de la Coopération internationale.
En février 2021, à la suite de la démission de Conte, il se montre favorable, comme la majorité des élus de son parti et des partis politiques italiens, à la nomination de Mario Draghi à la présidence du Conseil. Consultés au moyen d'un vote en ligne, les adhérents du Mouvement cinq étoiles se prononcent en faveur de la participation de leur formation au gouvernement Draghi par 59 % des suffrages exprimés. Alors que Giuseppe Conte est plus réticent à cette idée, Alessandro Di Battista y est totalement hostile et quitte le parti. Luigi Di Maio est reconduit dans ses fonctions ministérielles dans le nouveau gouvernement.
Le 21 juin 2022, celui-ci quitte le Mouvement 5 étoiles, annonçant la création d'un nouveau groupe parlementaire, nommé Ensemble pour le futur et soutenant le gouvernement de Mario Draghi. Cette scission intervient après des mois de remous et de luttes intestines au sein du parti, qui est désormais dirigé par Giuseppe Conte.
Luigi Di Maio reproche à la direction du Mouvement 5 étoiles d'avoir pris le risque d'affaiblir le gouvernement dirigé par Draghi en le critiquant pour sa gestion de la crise ukrainienne. Il déclare : « Nous devions choisir de quel côté de l'histoire nous entendions nous tenir [...] Les positions de certains leaders du Mouvement 5 étoiles ont pris le risque d'affaiblir notre pays ».
Lors des élections législatives et sénatoriales anticipées du 25 septembre 2022, Ensemble pour le futur forme l'alliance Engagement civique avec le Centre démocrate qui rejoint la coalition de centre gauche. Candidat à Naples, Luigi Di Maio n'est pas réélu député.

### Représentant de l'UE dans le golfe Persique
En novembre 2022, il est choisi par un groupe d'experts pour devenir représentant spécial de l'Union européenne dans le golfe Persique. Il est préféré au Grec Dimítris Avramópoulos, au Chypriote Márkos Kyprianoú et au Slovaque Ján Kubiš. En avril 2023, le haut représentant de l'Union pour les affaires étrangères et la politique de sécurité Josep Borrell confirme ce choix et Di Maio prend ses fonctions le 1er juin suivant.

## Positionnement politique
Mediapart indique que « paradoxalement, les qualités que l’on reconnaît à Luigi Di Maio sont diamétralement opposées à celles qui ont fait le succès de Beppe Grillo. Si le fondateur du 5 étoiles tirait sa force de sa fougue oratoire, l’ex-vice-président de la Chambre apparaît calme et posé ». Alessandro Di Battista, seule autre figure du parti aussi présente que Luigi Di Maio dans les médias, affiche également un style proche de celui de Beppe Grillo.
Il indique que le M5S « [rejette] vivement » le qualificatif de populiste car il est « péjoratif ».
En 2016, il appelle à mettre fin aux sanctions internationales contre la Russie, estimant qu'elles « ne fonctionnent pas ».
Au printemps 2017, il déclare que les ONG opérant en Méditerranée sont des « taxis de la mer » encourageant les migrants à la traverser.
En juillet 2017, il indique qu’il voterait « oui » à un éventuel référendum en vue d’une sortie de l’Italie de la zone euro. En janvier 2018, il indique envisager le référendum sur l'euro, prôné par Beppe Grillo, comme « la dernière solution », qu’il « espère ne jamais utiliser », et précise qu'il « ne pense pas qu’il s’agisse d’un bon moment pour quitter l’euro ». En février 2018, il présente l'Union européenne comme « la maison naturelle de notre pays, mais aussi du Mouvement 5 étoiles », et comme « le giron naturel dans lequel l’Italie doit continuer à développer ses relations économiques et politiques ». Mediapart souligne que « jadis farouchement opposé aux « technocrates » de Bruxelles, le Mouvement 5 étoiles (M5S) se découvre donc européiste. C’est une des nouveautés apportées par Luigi Di Maio qui, pour se donner une chance de remporter les élections, a décidé de jouer la carte de la normalisation ».